# 南區 (濱松市)

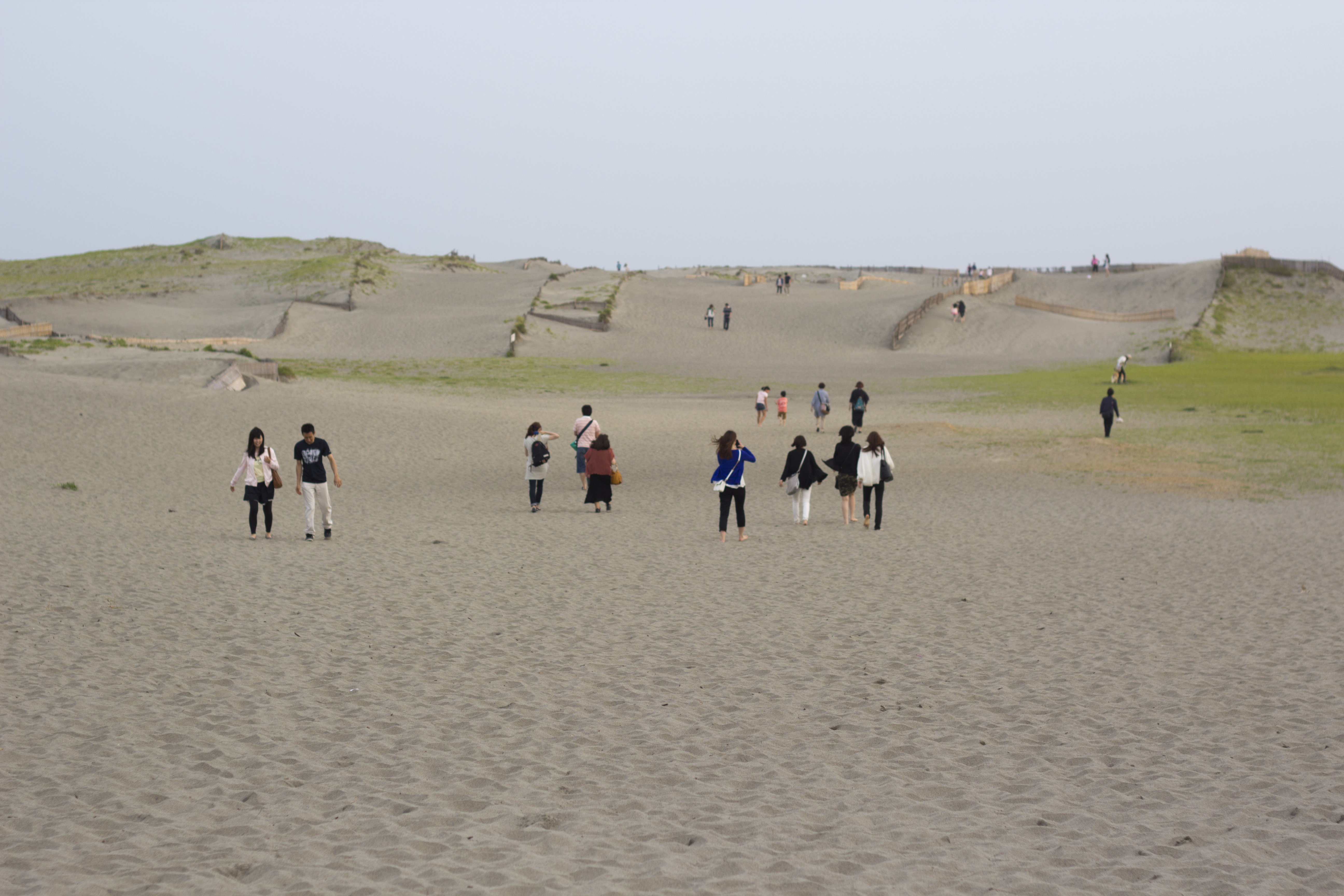
中田島沙丘（遠州濱海灘）

南區（日语：／ Minami ku */?）為2007年4月1日靜岡縣濱松市所設立的行政区之一。該區範圍為濱松市南部與東南部。2024年1月1日併入新成立的中央區。